# Hemipeplus nuciferae
Hemipeplus nuciferae es una especie de coleóptero de la familia Mycteridae.

## Distribución geográfica
Habita en Celebes (Indonesia).